# لشکر ۸۶ پیاده (ایالات متحده آمریکا)
لشکر ۸۶ پیاده (انگلیسی: 86th Infantry Division) لشکر پیاده‌نظام نیروی زمینی ایالات متحده آمریکا است، که در سال ۱۹۱۷ تأسیس شد. ستاد فرماندهی و پادگان آموزشی لشکر ۸۶ در شهر فورت مککوی، ویسکانسین قرار دارد.
یکی از واحدهای ارتش ایالات متحده در جنگ جهانی اول و جنگ جهانی دوم بود. در حال حاضر، لشکر آموزشی ۸۶ام نامیده می‌شود و در فورت مک‌کوی، ویسکانسین مستقر است. اعضای این لشکر اکنون با واحدهای ارتش فعال، نیروهای ذخیره و گارد ملی همکاری می‌کنند تا سالانه یک محیط آموزشی اقدام قاطع برای آنها فراهم کنند.